# Poison Idea
Poison Idea ist eine 1980 gegründete, US-amerikanische Hardcore-Band aus Portland. Die Gruppe ist bekannt für aggressive Musik, fatalistische Texte und den exzessiven Lebensstil ihrer Mitglieder. Als frühe Vorbilder nennt Poison Idea Black Flag, die Germs und Discharge. Später integrierte die Gruppe auch Heavy-Metal-Elemente in ihren Klang, für die der Einfluss von Motörhead verantwortlich gemacht wird.

## Bandgeschichte
Poison Idea wurden 1980 von Frontmann und Haupt-Songwriter Jerry Lang (der sich Jerry A. nannte), dem Gitarristen Chris Tense, Glen Estes am Bass und Dean Johnson (Schlagzeug) gegründet. 1981 stieß Tom Roberts (später bekannt geworden als Pig Champion) von der befreundeten Band The Imperialist Pigs als zweiter Gitarrist dazu. Kurze Zeit später trennte man sich von Estes, der sich später der befreundeten Band Final Warning anschloss. Chris Tense wechselte an den Bass, womit man wieder zu viert war. 1982 wurde die nach dem Germs-Sänger Darby Crash benannte Demoaufnahme Darby Crash Rides Again eingespielt. Die erste offizielle Veröffentlichung der Band, Pick Your King, wurde 1983 in einer Auflage von 1.000 Stück herausgebracht und enthielt bei einer Spielzeit von 16 Minuten 13 Songs. Die Vorderseite der Hülle zeigt ein Bild von Jesus, auf der Rückseite war Elvis Presley abgebildet, wodurch eine Art Wahlmöglichkeit dargestellt werden sollte. Im Jahr darauf folgte die EP Record Collectors Are Pretentious Assholes mit einem Bild von Elvis und dem Schriftzug The King auf der Rückseite, womit die Band ihre Wahl deutlich machen wollte. Die EP wurde in rotem Vinyl gepresst und mit dem Hinweis „Do not pay more than $25“ (‚Bezahle nicht mehr als 25$‘) versehen. 1986 veröffentlichte Poison Idea die LP Kings of Punk, deren Titel ein heute noch häufig verwendetes Synonym für die Band ist. Die Gruppe zeigt sich hier nicht mehr ganz so aggressiv: Die meisten der Songs sind länger als zwei Minuten.
Nach einer Reihe weiterer Veröffentlichungen, darunter das nach der Charles-Bukowski-Novelle benannte Album War All the Time von 1987, gründete die Band 1989 ihr eigenes Label American Leather, auf dem sie ihr erstes Demo aus dem Jahr 1982 veröffentlichten sowie die folgenden EPs und das Album Feel the Darkness von 1990. Unter den Veröffentlichungen war auch die EP Fuck Ian MacKaye. Mit diesem Titel drückte die Band ihre Antipathien gegenüber der Symbolfigur der Straight-Edge-Bewegung aus. 1992 kam ein Coveralbum heraus, auf dem Poison Idea unter anderem Songs von The Damned, den MC5, Motörhead, Elvis Presley und Jerry Lee Lewis neu interpretierten. Auf der Europatournee 1993 spielte die norwegische Band Turbonegro im Vorprogramm. Nach der Tournee löste die Band sich auf. 1996 fand die Band allerdings wieder zusammen. Es folgte eine lange Phase, in der nur vereinzelte Anzeichen für ein Fortbestehen der Band sprachen, darunter vereinzelte Konzerte und die 1998 veröffentlichte EP Learning to Scream. Schließlich wurde überraschend für 2006 ein neues Album angekündigt, das unter dem Namen Latest Will and Testament bei dem deutschen Label Farewell Records erschien. Die Veröffentlichung erlebte Roberts alias Pig Champion nicht mehr: Der Gitarrist, der seinen Spitznamen angenommen hatte, als er die Grenze von 204 Kilogramm auf der Waage erreicht hatte, starb am 30. Januar 2006 im Alter von 47 Jahren in seinem Haus in Portland. Neben seinem starken Übergewicht wurden auch sein Jahrzehnte anhaltender Alkohol- und Drogenkonsum als Faktoren für sein frühes Ableben genannt. Als Motto hatte Roberts in einem Interview aus dem Jahr 1990 „Live fast, die young and leave a good-looking corpse.“ (‚Lebe schnell, stirb jung und hinterlasse eine gutaussehende Leiche‘) angegeben. Das Zitat stammt aus dem Film noir Knock on Any Door (deutscher Titel: Vor verschlossenen Türen), wo es von John Derek in der Rolle des Gangsters Nick Romano gesprochen wird.
Poison Idea pausierten nach Roberts’ Tod für ein Jahr. 2007 spielte die Band einige Konzerte in der Besetzung Jerry A., Chris Cuthbert (Schlagzeug), Jimmy Taylor (Gitarre), Matt Brainard (Gitarre) und Rob Hume (Bass). Außerdem veröffentlichte sie eine Split-EP mit Kill Your Idols.
Nachdem sich die Band 2017 aufgelöst hatte, fand sie 2019 nochmals für eine Abschiedstournee zusammen. Der Bassist des letzten Line-ups, Chris Carey, starb im Oktober 2022 im Alter von 51 Jahren.

## Einfluss
Mehrere Gruppen nennen Poison Idea als Einfluss, darunter Turbonegro. Für Zeke besteht der Einfluss weniger im musikalischen Bereich, sondern eher im Auftreten und ihrer Einstellung. Ihre Bekanntheit in Metal-Kreisen steigerte sich 1994 sprunghaft, als die Band Pantera den Poison-Idea-Titel The Badge für den Soundtrack des Films The Crow coverte. Auch Machine Head versuchten sich mit Alan’s on Fire an einem Poison-Idea-Lied. Zudem wurden mehrere Tributealben für die Band eingespielt: 1998 erschien mit Bigger than God eine Huldigung durch skandinavische Metal-Bands, die von Dan Swanö gemixt wurde; 2003 wurde Hangover Heartattack (Farewell Records/Cargo Records) veröffentlicht, auf dem Bands wie Kill Your Idols und Wolfbrigade insgesamt 20 Songs von Poison Idea interpretierten. Mitglieder der Band Kill Your Idols schrieben auch die im etwa 100 Seiten starken Beiheft erschienene Bandgeschichte.

## Diskografie

### Alben
- 1986: Kings of Punk (Pusmort)
- 1987: War All the Time (Alchemy)
- 1990: Feel the Darkness (American Leather)
- 1992: Pajama Party (Tim Kerr) Coveralbum
- 1992: Blank Blackout Vacant (Taang!)
- 1993: We Must Burn (Tim Kerr)
- 1994: Religion and Politics Part I & II (Tim Kerr)
- 1996: Pig’s last Stand
- 2006: Latest Will and Testament (Farewell Records)
- 2015: Confuse & Conquer (Southern Lord)

### EPs, Singles, Demos
- 1982: Darby Crash Rides Again Demo (Eigenverlag)
- 1983: Pick Your King 7" EP (Fatal Erection)
- 1984: Record Collectors Are Pretentious Assholes 12" EP (Fatal Erection)
- 1988: Filthkick EP (Shitfool)
- 1988: Getting the Fear 12" EP (Rockport)
- 1989: Darby Crash Rides Again EP (American Leather)
- 1989: Fuck Ian MacKaye 12" (American Leather, 1989) Neuauflage, beinhaltet Filthkick und Getting the Fear
- 1989: Picture disc 7" (American Leather)
- 1990: Discontent 7" (American Leather)
- 1991: Punish Me 7" (American Leather)
- 1992: Jeff Dahl and Poison Idea (Triple X) (mit Jeff Dahl von den Angry Samoans)
- 1998: Learning to Scream 7" EP (Taang!)

### Best-Of- und Liveplatten
- 1991: Dutch Courage Live-LP (Bitzcore)
- 1991: Live in Vienna 7" (American Leather)
- 1991: Official Bootleg Doppel-7" (American Leather)
- 1993: Your Choice Live Series LP/CD (Your Choice Records)
- 1994: The Early Years CD (Bitzcore)
- 2000: The Best of Poison Idea CD (Taang!) Neuauflage, beinhaltet Pick Your King, Record Collectors und Kings of Punk